# Kokanee Glacier Park
Kokanee Glacier Park är en park i Kanada.   Den ligger i provinsen British Columbia, i den södra delen av landet, 3 100 km väster om huvudstaden Ottawa. Kokanee Glacier Park ligger 1 658 meter över havet.
Terrängen runt Kokanee Glacier Park är bergig söderut, men norrut är den kuperad. Kokanee Glacier Park ligger nere i en dal. Trakten runt Kokanee Glacier Park är nära nog obefolkad, med mindre än två invånare per kvadratkilometer.. Det finns inga samhällen i närheten.
I omgivningarna runt Kokanee Glacier Park växer i huvudsak barrskog.